# Ode till demiurgen
Ode till demiurgen är en diktsamling från 2013 av den svenske författaren Håkan Sandell. Titeln anspelar på Erik Johan Stagnelius' fascination för gnosticismen, där demiurgen – ursprungligen en god entitet i platonismen – är en  ond skapare som håller människan fången i sinnevärlden.

## Mottagande
Åke Leijonhufvud skrev i Sydsvenskan: "I Sandells dikter vävs ekon från Stagnelius gnostiska världsbild samman med vår egen postindustriella och devalverade värld där makten att begära och tvånget att försaka fått en kuslig aktualitet i form av maktmissbruk och utanförskap." Leijonhufvud kallade Ode till demiurgen för "en diktsamling med väldiga ambitioner" och skrev att Sandell "har gått i den högre skolan vilket märks på den högt spända tonen och den djärva tankeflykten". Han skrev också att dikterna ibland är svårbegripliga: "Som läsare känner man sig många gånger stå utanför dikterna och med lång näsa stirra in i dess täta väv av bilder och allusioner."
I Göteborgs-Posten skrev Björn Gunnarsson: "Buddhism, antika myter, islamisk mystik, Shakespeare och traditionell symbolik blandas med subkulturella iakttagelser. ... Det är ofta väldigt vackert, med suveränt rytmiserad språkbehandling." Gunnarsson fortsatte: "Men det är samma motivkretsar som i hela Sandells författarskap. Det han gör gör han bra, men han tycks sakna vilja att utmana sig själv."
Diktsamlingen fann även vägen till huvudstadstidningarna. Aris Fioretos menade i Dagens Nyheter att navet i diktningen är de tidiga ungdomsårens vidöppna sinneserfarenheter, men beskriver även Ode till demiurgens diktning som "metafysisk", och i motsats till bland annat "språkmaterialistisk" poesi som "dekonstruerar hierarkier och låter världen breda ut sig horisontalt".
Medan Svenska Dagbladet ägnade plats åt en längre genomgång av Magnus Persson; "De litterära, teologiska och filosofiska traditioner som det upprättas en dialog med, och de är många och vittförgrenade, blir inte indragna i Sandells poetiska praktik av något slags vördnadshänsyn, utan för att de har någonting viktigt att berätta för oss här och nu". Gnosticismen och det eventuella bandet till Stagnelius i diktsamlingen kommenteras; "Gnostikernas demiurg var en lägre form av gudom och ansågs ansvarig just för världsalltets brister, men här hyllas han, inte villkorslöst och utan förtvivlan, men trots allt".